# Kleinkastell Alkofen

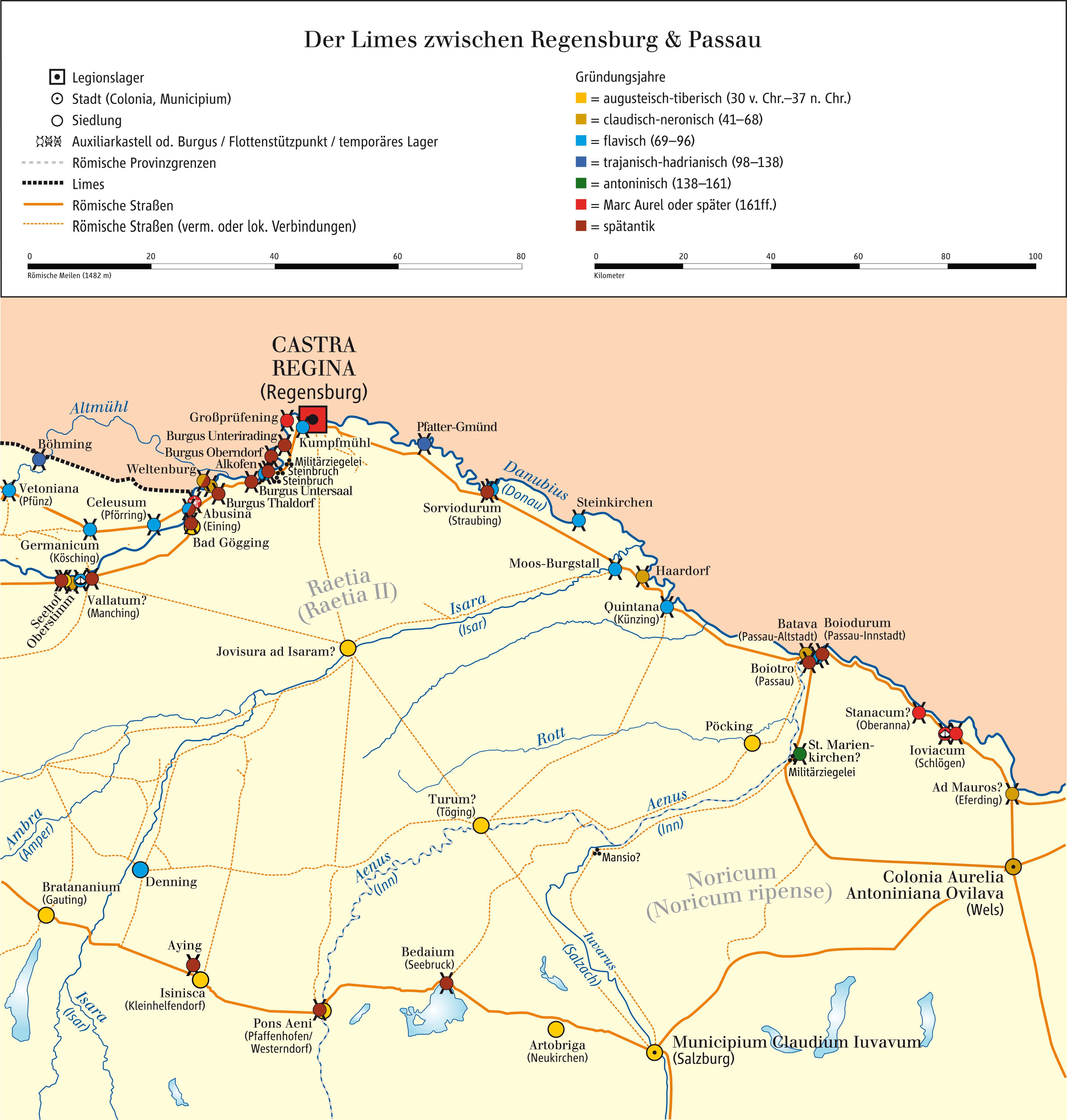
Der rätische Donaulimes

Kleinkastell Alkofen beziehungsweise Burgus Alkofen wird ein Fundplatz genannt, der sich nahe dem Weiler Alkofen befindet. Dieser liegt südwestlich von Bad Abbach, im Landkreis Kelheim in Niederbayern. Während der Zeit des Prinzipats und des spätrömischen Donau-Iller-Rhein-Limes könnte nach Fundausweis bei Alkofen mit zwei Militärlagern gerechnet werden. Das Kleinkastell ist seit 2021 Bestandteil des zum UNESCO-Weltkulturerbe erhobenen Donaulimes.

## Lage
Es wird vermutet, dass zumindest der mögliche Burgus bei Alkofen Sichtverbindung zum rund vier Kilometer südwestlich entfernten Burgus Untersaal gehabt haben könnte. Sein Standort wäre somit auf einem überschwemmungssicheren Hochplateau am Ausgang des sich zwischen Kelheim und Saal erstreckenden Donautals zu verorten. Südlich des möglichen Truppenstandorts treten die umliegenden Höhen dicht an die Flussufer heran. Auf der rechten Donauseite wurde die Engstelle erst 1792 beziehungsweise 1797 für den Postkutschenverkehr entschärft, als der bis dicht an die Donau reichende Teufelsfelsen von dem Kartographen Adrian von Riedl (1746–1809) gesprengt wurde. Südlich von Alkofen steigt auch das Terrain zum Ringberg steil an. Auf dessen Hochplateau befand sich ein keltischer Ringwall.

## Forschungs- und Baugeschichte
Bereits Mitte des 18. Jahrhunderts sollen römische Münzen auf dem Alkofener Ziegelfeld, das auch als Wiesacker bekannt ist, gefunden worden sein. Dieses Areal liegt nordwestlich von Alkofen. Angebliche Spuren einer antiken Bebauung wurden seit dem frühen 19. Jahrhundert wahrgenommen. Der Historiker Joseph Rudolf Schuegraf (1790–1861) besuchte im November 1845 „zum dritten Male“ das Ziegelfeld und war sich anschließend sicher, dort in einem länglichen Wall- und Grabenstück die „Überreste des alten römischen Lagers“ entdeckt zu haben. Im April des gleichen Jahres hatte ein Hochwasser die Äcker am Ziegelfeld überschwemmt und angeblich Unmengen unterschiedlichster Objekte freigelegt. Neben „Helm, Schild- und Harnischzierden in Unzahl“ offenbar auch tatsächliches römisches Fundgut wie Keramik, Münzen sowie gestempelte Ziegel. Die Anlieger der Flur verdienten sich in der Folge ein Zubrot, in dem sie Münzen und angebliche Antiken an Reisende verkauften. Die Funde lösten eine überregionale Euphorie nach Altertümern aus Alkofen aus, die auch staatliche Stellen erreichte. Noch im gleichen Jahr wurde mit wenig Erfolg und ziellos nachgegraben. In den Jahren 1846 und 1847 versuchte man mittels Suchgräben, die „Ausbeutung des Alkofer Feldes“ voranzutreiben, doch war auch diesem Unterfangen kein nachweislicher Erfolg beschieden. Im Zuge des Eisenbahnbaus durch das Ziegelfeld wurde unter anderem mit Hilfe staatlicher Gelder  im September 1871 eine weitere Ausgrabung finanziert, die der Kelheimer Lehrer Johann Baptist Stoll leitete. Es zeigte sich damals, dass der Boden an den jeweiligen Suchpunkten offenbar bis zur Ausgrabungstiefe bereits vollständig zerwühlt war. Neben Keramikfragmenten, darunter teils gestempelte Bilderschüsseln und drei mittelkaiserzeitliche Münzen, kamen unter anderem auch Fibeln und weitere Ziegelstempel ans Licht.
Der Prähistoriker Paul Reinecke (1872–1958) vermutete aufgrund all dieser Funde in einem Bereich etwas oberhalb von Alkofen, am oberen Ende einer bis zur Dantscher- und Eiermühle vor Bad Abbach reichenden Hochterrasse, ein Kleinkastell beziehungsweise einen spätrömischen Burgus. Die vorliegenden Münzen lassen eine erste Belegung des Platzes ab der zweiten Hälfte des l. Jahrhunderts denkbar erscheinen. Das eigentliche Kastell könnte erst im 2. Jahrhundert angelegt worden sein. Es ist möglich, dass die Anlage während der Markomannenkriege (166–182) angegriffen wurde. Die durch eine Untersaaler Spolie vermutete Anwesenheit eines Zenturios der Legio III Italica (3. italische Legion) und verschiedene, meist frühere Ziegelstempel dieser Truppe aus Alkofen lassen auf eine Bautätigkeit in den 70er Jahren des 2. Jahrhunderts schließen. Spätestens im Zuge des Limesfalls wurde das Kleinkastell von Alkofen bis 259/260 n. Chr. endgültig zerstört. Fundmaterial aus der Zeit unmittelbar nach dem Limesfall fehlt und ist erst wieder für das 4. Jahrhundert belegt.
Weihesteine und Grabdenkmäler aus dem Gräberfeld von Alkofen wurden offenbar in der Spätantike als Spolien beim Bau des rund vier Kilometer entfernten Burgus Untersaal wiederverwendet. Auch bei der Eiermühle vermutete Reinecke einen kleineren Burgus. Nach dem vorhandenen Fundgut bestand die Garnison bis in das fünfte Jahrhundert fort. Aufgrund fehlender Ausgrabungen lässt sich der Fundort Alkofen in Bezug auf die römischen Garnisonen nicht näher spezifizieren.

## Weiheinschrift des Flavius Vetulenus
Die durch den Historiker Johannes Aventinus (1477–1534) im Jahr 1509 erstmals dokumentierte Inschrift wurde seither vielfach veröffentlicht.
I(ovi) O(ptimo) M(aximo) Statori
Fl(avius) Vetulenus |(centurio)
leg(ionis) III Ital(icae) rever-
sus ab exped-
it(ione) Burica
ex voto
posuit
Übersetzung: „Für Jupiter Stator, den besten und größten. Flavius Vetulenus, Zenturio der 3. italischen Legion, hat (dies) nach Rückkehr aus dem Burenfeldzug aufgrund eines Gelübdes aufgestellt.“
Der Zenturio gehörte zu der in Regensburg stationierten Legio III Italica. Sein Weihestein wird in Zusammenhang mit den Markomannenkriegen gesehen. Statt in Alkofen könnte der ursprüngliche Aufstellungsort des Altars auch im Legionslager von Regensburg gewesen sein. Die Buren, ein vormals mit den Römern befreundeter Germanenstamm, hatten sich während der Regierungszeit des Kaisers Commodus (180–192) von Rom abgewandt und wurden nun bekämpft. Möglicherweise entstand so der Dankaltar des aus einem für 180 n. Chr. bezeugten Burenkrieg zurückkehrenden Flavius Vetulenus.

## Denkmalschutz
Die erwähnten Anlagen sind als eingetragene Bodendenkmale im Sinne des Bayerischen Denkmalschutzgesetzes (BayDSchG) geschützt. Nachforschungen und gezieltes Sammeln von Funden sind erlaubnispflichtig, Zufallsfunde sind den Denkmalbehörden anzuzeigen.